# Tribul lui Iuda

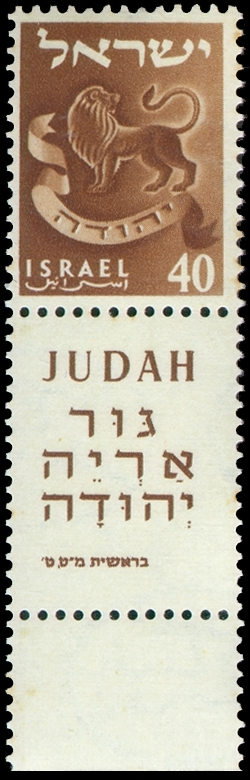
Simbolul tribului Iuda - Leul lui Iuda - pe o marcă poștală din Statul Israel

Tribul lui Iuda sau tribul lui Yehuda (în ebraica:שבט יהודה)
a fost unul din cele 12 triburi ale neamului Israel menționate în Biblia ebraică (Tanakh) (pentru creștini - Vechiul Testament). Conform narațiunii biblice, tribul se numea după Iuda, al patrulea fiu al lui Iacob (Israel),   membrii tribului fiind urmașii acestuia. Mama lui Iuda era Lia (în ebraică Lea) Tribul Iuda ocupă un loc central în povestirea biblică.

## Numele
Iuda, părintele fondator al tribului, se numește în ebraică Yehuda - nume compus din Yahu יהו- numele zeului Yahve, devenit în iudaismul monoteist numele zeului unic, al lui Dumnezeu, și verbul  hdh הודה ( a lăuda, a mulțumi). În Cartea Facerii sau a Genezei din cele cinci cărți ale lui Moise (Tora sau Pentateuhul) etimologia tradițională explică numele prin propoziția rostită de Lea după nașterea ultimului ei fiu:Acum voi lăuda pe Yahve. (În cultul iudaic și în cel creștin se spune Domnul în loc de Yahve - Acum voi lăuda pe Domnul) 

## În narațiunea biblică

### Binecuvântările destinate tribului
- Binecuvântarea lui Iacob

Iacob (Yaakov) , strămoșul legendar al poporului Israel, vedea în acest fiu al său, Iuda, o figură de conducător și și binecuvântându-l, amintește ca acest trib este destinat să aibă un regat: 
„8.Iuda, pe tine te vor lăuda frații tăi. Mâinile tale să fie în ceafa vrăjmașilor tăi. Închina-se-vor ție feciorii tatălui tău.
9. 	Pui de leu ești, Iuda [Gur Aryè Yehudá]  fiul meu! De la jaf te-ai întors... El a îndoit genunchii și s-a culcat ca un leu, ca o leoaică... Cine-l va deștepta?
10. 	Nu va lipsi sceptru din Iuda, nici toiag de cârmuitor din coapsele sale, până ce va veni împăciuitorul [Shilò], Căruia se vor supune popoarele.
11. 	Acela își va lega de viță asinul său, de coardă mânzul asinei Sale. Spăla-va în vin haina Sa și în sânge de strugure veșmântul său!
12. 	Ochii lui vor scânteia ca vinul și dinții săi vor fi albi ca laptele”
- Binecuvântarea lui Moise

În binecuvântarea triburilor de către Moise - în pericopa „Vezot habrakhá” se spune:
„Iar pentru Iuda a zis acestea: "Ascultă, Doamne, glasul lui Iuda și adu-l la poporul său; cu mâinile sale să se apere și Tu să-i fii ajutor împotriva vrăjmașilor lui"”

### Drumul tribului prin pustie

Leul lui Iuda, desen inspirat de descrierea în Midraș

#### Simbolurile tribului:piatra Nofekh și drapelul
După comentariul lui Bahya Ben Asher Ibn Halawa (Rabenu Bakhye, sec XIII-XIV) la pericopa Tetzave din Tora, cap.28, tribul Iuda e simbolizat de piatra nestemată Nofekh, adeseori identificată cu turchizul, și care făcea parte din pieptarul Hoșen pe care l-a purtat cel dintâi preot (kohen) al iudaismului antic, Aaron.
Un alt simbol al tribului Iuda - desenat pe drapelul său - este un leu pe fond azuriu.

#### Căpeteniile tribului Iuda
Căpetenia tribului se numeau nasí, nesí hashèvet.
În vremea peregrinării prin pustie  căpetenia tribului Iuda era Nahșon, fiul lui Aminadav - menționat în Cartea Deuteronomul, pericopa Nasa, iar apoi Kalev fiul lui Yefune, (la al doilea recensământ de la sfârșitul Deuternomului)  
între cele douăsprezece iscoade trimise de Moise în Țara Caananului, reprezentantul tribului Iuda era Caleb (Kalev ben Yefune Kinzitul).

#### Traversarea Mării Roșii
După cum povestește  Biblia, la Ieșirea (exodul) evreilor din Egipt sub conducerea lui Moise și Aaron, tribul Iuda era cel mai mare  și a pășit în fruntea "taberei lui Israel".
Învățații antici evrei ("hazal") povestesc ca Nahșon (Nahshon) ben Aminadav a stat în fruntea mulțimii și a intrat in mare, încă înainte ca aceasta să se rupă în două și să se dea la o parte.  
Credința și devotamentul său în îndeplinirea cuvântului lui Dumnezeu, la conducerea poporului la intrarea în mare au statornicit zicala ebraică Nahshon tamid kofetz rishon (Nahșon mereu sare întâiul)

#### Calea deșertului
În drumul prin deșert spre Țara Canaananului tribul Iuda a făcut un popas la Mishkan.
Cel dintâi recensămînt făcut de Moise, dupa Biblie, a numărat 74600 persoane, iar numărătoarea a doua - 76,500.

### Moșia tribului Iuda în Țara Canaanului
După ce a fost cucerită, Țara Canaanului sau Țara Făgăduinței a fost împărțită între triburile israelite de către Iesua sau Yehoshua (Isus) fiul lui Nun, continuatorul misiunii lui Moise. Patrimoniul revenit tribului Iuda se afla la capătul de sud  al țării, până la Rîul Egiptului (Nahal Mitzraim), Pustia Tzin, Granița Edomului. El cuprindea și patrimoniul tribului Simeon (Shimon). în perimetrul său au intrat 48 localități („orașe”), cel mai mare în raport cu celelalte triburi.
Așa cum a prezis binecuvântarea lui Iacob, teritoriul atribuit tribului Iuda s-a dovedit potrivit pentru podgorii și fabricarea de vinuri.